# Klebsormidiaceae
Klebsormidiaceae — родина харофітових водоростей, що виділяється у монотиповий клас Klebsormidiophyta.  Родина є базальним таксоном вищих рослин.

## Опис
Зелені водорості, що утворюють багатоклітинні нерозгалужені нитки.

## Класифікація
Родина включає чотири роди Entransia, Hormidiella, Interfilum та Klebsormidium. Останній є слабовивченим, класифікація проблематична і його інколи включають у монотиповий клас Chlorokybophyceae.
Раніше до родини включали роди Koliella та Raphidonema, проте після дослідження ДНК їх перенесли до класу Trebouxiophyceae відділу Chlorophyta.